# Friedrich von Hedemann-Heespen

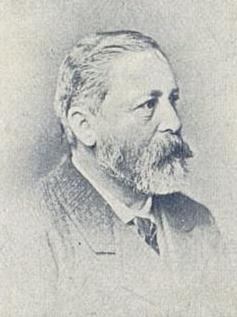
Friedrich von Hedemann-Heespen, um 1902

Friedrich Wilhelm Heinrich Otto von Hedemann-Heespen (* 21. August 1827 in Deutsch-Nienhof; † 14. Januar 1905 ebenda) war ein schleswig-holsteinischer Gutsbesitzer, Politiker und Verwaltungsjurist.

## Leben und Wirken
Friedrich von Hedemann-Heespen war ein Sohn von Johann Friedrich von Hedemann-Heespen und dessen Ehefrau Emma Thecla Agnes, geborene von Saldern. Er hatte eine Schwester. Nach einem Besuch des Klostergymnasiums in Magdeburg und des Haller Pädagogiums begann er 1848 sein Studium der Rechte an der Universität Bonn und wurde Mitglied des Corps Borussia Bonn. Später studierte er in Kiel und Berlin. Als Leutnant im 2. Jägerkorps der Schleswig-Holsteinischen Armee kämpfte er 1850 in der Schlacht bei Idstedt.
Nach dem Abschluss des Studiums 1853 arbeitete von Hedemann-Heespen bis 1855 als Amtssekretär in Pinneberg. 1856 wechselte er in gleicher Position nach Itzehoe, wo er bis 1858 blieb. 1855/56 bereiste er den Vorderen Orient und Länder im Mittelmeerraum. Danach erlernte er die Landwirtschaft auf Gut Quarnbek und pachtete 1860 das Gut Deutsch-Nienhof. Nach dem Tod des Vaters führte er das Gut als dessen Erbe weiter. Dabei arbeitete er tüchtig und sparsam, forstete große Flächen des Gutes, die zuvor keine ausreichenden Erträge eingebracht hatten, auf und gestaltete die Dörfer neu. Damit tilgte er die restlichen, aus den Besonderheiten des Familienfideikommiss resultierenden Schulden das Gutes. Er hinterließ seiner Familie ein großes Vermögen.
Von 1875 bis 1889 gehörte von Hedemann-Heespen dem Schleswig-Holsteinischen Provinzial-Landtag an. Von 1890 bis 1903 amtierte er als Kreisvorsitzender des Kreises Rendsburg.

## Familie
Friedrich von Hedemann-Heespen heiratete am 24. Februar 1860 in Kiel Anna Laura Kunigunde Gräfin von Reventlow (* 5. November 1841 in Bordesholm; † 20. Oktober 1927 in Voßloch). Das Ehepaar hatte sieben Söhne und zwei Töchter, darunter Paul von Hedemann-Heespen und Hartwig von Hedemann-Heespen. Drei der Söhne und eine Tochter verstarben in jungen Jahren.